# Romantica
"Romantica" ("Romântica") foi a canção que representou a Itália no Festival Eurovisão da Canção 1960 que se disputou em Londres, na sexta-feira, 25 de março daquele ano.
A referida canção foi interpretada em italiano  por Renato Rascel. Foi a décima-segunda e penúltima canção a ser cantada na noite do festival, a seguir à canção da Alemanha "Bonne nuit ma chérie", interpretada por Wyn Hoop e antes da canção da França  "Tom Pillibi", interpretada por Jacqueline Boyer. Terminou a competição em 8.º lugar, tendo recebido um total de 5 pontos. No ano seguinte, em Festival Eurovisão da Canção 1961, a Itália foi representada por Betty Curtis que interpretou a canção "Al di là".

## Autores
- Letrista: Dino Verde
- Compositor: Renato Rascel
- Orquestrador: Cinico Angelini

## Letra
A canção é de estilo chanson, popular nos primeiros no Festival Eurovisão da Canção. Rascel diz que a sua amante é muito romântica, que amá-la é como reviver na simplicidade a fantasia de quanto era jovem. Tece-lhe vários elogios, dizendo que ela era música que lhe inspirava a alma.

## Outras versões de Rascel
Rascel lançou uma versão em francês, com o mesmo título e lançou uma nova versão com 3 min., 31 seg.

## Versões de outros artistas
Em 1960, lançaram-se três versões em línguas diferentes. Em França Dalida lançou uma que esteve nos primeiros lugares do top francês. Uma versão em estónio pel Quarteto Masculino Estonian Radio intitulou-se  "Romantika". Jane Morgan gravou uma versão em inglês da canção algum tempo depois do festival, em 1960. Piove (Ciao, ciao bambina)